# لي كوبر (لاعب كريكت)
لي كوبر (1 سبتمبر 1979 في المملكة المتحدة - ) (بالإنجليزية: Lee Cooper)‏ هو لاعب كريكت بريطاني. لعب مع Somerset Cricket Board ‏.

## وصلات خارجية
- لي كوبر على موقع إي آس بي آن كريك إنفو (الإنجليزية)